# Јавност извора права
Јавност извора права представља принцип одређен уставом једне земље којим је дефинисано да сви извори права морају бити јавно објављени, а осим тога одређује и како поступак доношења правних аката, тако и органе који их доносе. Некада то није било тако, неки прописи нису били јавни већ и тајни.

## Историјат јавности извора
Историјат јавности извора права прошао је кроз дуг пут развоја: од обичаја као неписаног извора, преко феудализма у коме је сваки феудалац сам водио свој феуд[феуд] по сопственом нахођењу и апсолутизма владара који су неретко доносили прописе у складу са својим приватним интересовањима, па све до буржоаских револуција, где је створена свест о јавности извора као начину заштите права грађана, која се касније развијала све до данашњег поимања јавности извора, која је данас загарантована и опште прихваћена.

## Правни акти и њихова хијерархија
Осим устава и други прописи регулишу питање ко, када и како обајављује прописе/изворе права. Изворе права представљају општи правни акти којима се непосредно (устав, закон, уредба) или посредно (судска пресуда, судска пракса) стварају опште правне норме. Општи правни акти су писмене форме (језичке) које имају правну снагу (прописи попут закона), а чији садржај државни и други органи као и грађани користе приликом утрврђивања важеће правне норме односно важећег права.
Хијерархија подразумева следеће изворе права: 
1. Устав у формалном смислу је највиши правни акт једне земље. Устав Републике Србије садржи низ одредби које су претежно општег карактера и којима се настоји обухватити на свеопшти начин што већи број области из живота, пре свега оних који су од највећег интереса. Оне су и непосредно применљиве у пракси. Битно је нагласити и да је Устав гарант многих основних људских права јер је његовом снагом загарантована њихова неповредивост. Како уставом не могу бити регулисане све животне ситуације, Устав регулише потребу и начин доношења закона, подзаконских аката које ће их ближе и потпуније регулисати. Устав, као врховни правни акт у Републици Србији доноси Народна скупштина.
2. Закон је после устава писани правни акт највише правне снаге, који доноси посебни законодавни орган по посебном законодавном поступку. Закони, као општи правни акти које доноси законодавни орган државе по прописаном поступку, морају бити сагласни Уставу. Уколико закон целовито одређује одређену правну област он се назива законик или кодекс, а процес његовог доношења кодификација.
3. Подзаконски прописи су општи правни акт нижи од закона који доносе надлежни државни органи - извршни органи управе. Сложеност и динамика свакодневног живота чине да је веома тешко све могуће ситуације регулисати законом. Зато постоје подзаконски прописи, као што су: уредбе, правилници, одлуке, наредбе, решења и упутства. Подзаконски прописи се доносе ради примене закона, са којима морају и бити у складу.
4. Судска пракса није директан извор права, али имајући у виду да се у пракси нижи судови воде пресудама виших, то доводи до закључка да индиректно пресуде и на тај начин постају извор права. Пресуде су доступне јавности (нпр. зборник пресуда врховног касационог суда).[2]

## Елементи правне норме и јавност као услов њеног поштовања
Свака правна норма садржи диспозицију и санкцију. У случају понашања у складу са диспозицијом, санкција се не може применити, док је у случају да се неко понаша противно диспозицији, санкција је применљива. Дедуктивним закључивањем, долазимо да закључка да би се одређено лице могло понашати у складу са диспозицијом, мора пре тога бити обавештено о норми како је не би прекршио. Самим тим, јавност је неопходна.

## Јавност као гарант заштите права
Јавност је неопхода и као гарант поштовања права грађана јер је јако битно да они са истима буду упознати како би у случају њихове повреде били у могућности да покушају да их заштите.